# Gulliverovi chráněnci
Gulliverovi chráněnci je český název knihy, jejíž autorkou je Keith Sharee z USA, patří k literatuře žánru science-fiction z fiktivního světa Star Trek. Svými postavami i dějem náleží k televiznímu seriálu Star Trek: Nová generace. Originál knihy, z něhož byl pořízen český překlad, má anglický název Star Trek The Next Generation Gulliver's Fugitives a pochází z roku 1990.

## Obsah
V příběhu je kosmická loď Enterprise cestující vesmírem v 24. století. Na její palubě žije tisíc lidí. Kapitánem lodi je Jean-Luc Picard, pomáhají mu na velitelském můstku první důstojník William Riker, android Dat, lodní poradkyně Deanna Troi, slepý poručík šéfinženýr Geordi La Forge, šéf bezpečnosti Worf z Klingonu.
Děj se odehrává převážně na planetě Výspa (Ramport), osídlenou kdysi lidmi ze Země. Enterprise se sem dostává při pátrání po ztracené kosmické lodi Huxley. Na planetě se moci chopila Myšlenková policie, která za pomoci vyspělé techniky likviduje v společnosti veškeré myšlenky spojené s představivostí, fantasií, obyvatelům vymývá mozky a nahrává jim pouze povolený rozsah myšlenek a znalostí. Přesto v podzemí přežívají tzv. Odpadlíci a existují tu i mimozemské formy života (létající stvoření haguy).
Vládci planety unesou Picarda, Rikera a Deannu Troi z Enterprise, aby jim vymazali hříšnou paměť, Data, aby jej rozebrali. Začnou pomocí svých technických zařízení (poletujících jednookáčů) ničit zařízení i obsluhu na Enterprise. Pak dochází k souboji odpadlíků s policií, do něhož se vmísí mytické postavy známé z literatury Země (i obrovitý Gulliver). Datovi se podaří eliminovat část techniky vládců Výspy, stejně tak i jeho posádce v kosmické lodi, a výsadek přenést zpět z Výspy na Enterprise. Také jsou odhaleni ve vedení Myšlenkové policie dávno zajatí důstojníci z Huxley, jimž byla vymyta paměť a pro své schopnosti byli zneužiti pro velitelské pozice režimu. Jeden z nich, kapitán z Huxley, je také teleportován na loď a paměť se mu vrací.
Pak Enterprise věrna politice nevměšování odlétá, aby nechala další vývoj na oslabené Výspě samočinnému společenskému vývoji.

## České vydání knihy
Do češtiny knihu přeložila Anna Štefánková v roce 2005 a vydalo ji nakladatelství Laser-books z Plzně . Je to drobná brožura s tmavou obálkou, na titulní straně mimo titulek označená číslicí 11 (jedenáctá v číslované řadě knih Nové generace) a doplněná portréty Picarda a Deanny Troi. V edici SF Laseru je svazkem č.165.